# ジェームズ・ロルフ
ジェームズ・ロルフ・ジュニア (英語: James Rolph, Jr., 1869年8月23日 - 1934年6月2日) は、アメリカ合衆国の政治家、共和党員。第27代カリフォルニア州知事を務めた。知事職以前はサンフランシスコ市長であり、最も長期に同職を務めた。

## 生い立ちと経歴
1869年8月23日にサンフランシスコで生まれる。彼には1人の弟がいた。ミッション・ディストリクトの学校に通った後、株式仲買店の雑用係として働くこととなる。1900年、ジョージ・ハインドと共同で海運業を始める。その後の10年間で二つの銀行の頭取となり、そのうちの一つは自らが設立を手助けしたものであった。
1909年、市長に立候補するよう要請されたが、彼は1911年まで立候補を待った。市長に当選するとその職を18年間務めた。市長として彼は「サニー・ジム」の愛称で知られ、彼の主題歌は「There Are Smiles That Make You Happy」であった。1915年、ロスコー・アーバックルが監督、主演した記録映画『Mabel and Fatty Viewing the World's Fair at San Francisco』に出演している。1924年にはスリム・サマービルのコメディ短編映画『Hello, Frisco』に本人役で出演した。
彼は市長職に加えて、Ship Owners and Merchants Tugboat社の社長およびサンフランシスコ商工会議所の会頭を務めた。また、パナマ＝太平洋国際エキスポの副会長および商業両替所の社長も務めた。彼は1931年にカリフォルニア州知事に立候補するため市長を辞任した。
ロルフは1933年11月に起きたブルック・ハートのリンチ殺人事件に関して、関係者に恩赦を与えたことで「リンチ知事」として大きく批判された。
ロルフは数回の心臓発作を起こした後、1934年6月2日にサンタクララ郡で死去した。知事の任期3年目のことであった。彼はカリフォルニア州コルマのグリーンローン・メモリアル・パークに埋葬されている。
サンフランシスコ・オークランド・ベイブリッジの正式名称は、ジェームズ「サニー・ジム」ロルフ・ブリッジである。
ジョゼフ・ウィルソン（プレイム事件に関わったヴァレリー・プレイムの夫）はジェームズ・ロルフと関係がある。ロルフはウィルソンの母親のおじであった。